# Ланцюг (фільм, 2000)
Ланцюг (англ. Cord) — канадський трилер 2000 року.

## Сюжет
Іноді материнська любов не знає кордонів. Молода сімейна пара, Енн і Джек, кілька років безуспішно намагаються стати батьками. У Хелен і Френка та ж проблема, але вони обирають інший шлях її вирішення. Викравши Енн і інсценувавши її смерть, вони сподіваються, що вона виносить їх дитину, а потім від неї можна буде позбутися. Але коли з трьох батьків двоє стоять на межі божевілля, материнство обертається не народженням, а смертю.

## У ролях
- Деріл Ханна — Енн Вайт
- Дженніфер Тіллі — Хелен
- Брюс Грінвуд — Джек
- Вінсент Галло — Френк
- Джоанна Блек — Емілі
- Шерон Байер — доктор Вебстер
- Чад Брюс — детектив Дункан
- Ванесса МакРей — Delivery Woman
- Блейк Тейлор — доктор
- Сіун Олагунгджу — молода людина
- Даррен Пітура — шериф
- Брент Фідлер — доктор
- Дебора Паттерсон — старша сестра